# Unterirdisches Zeitz

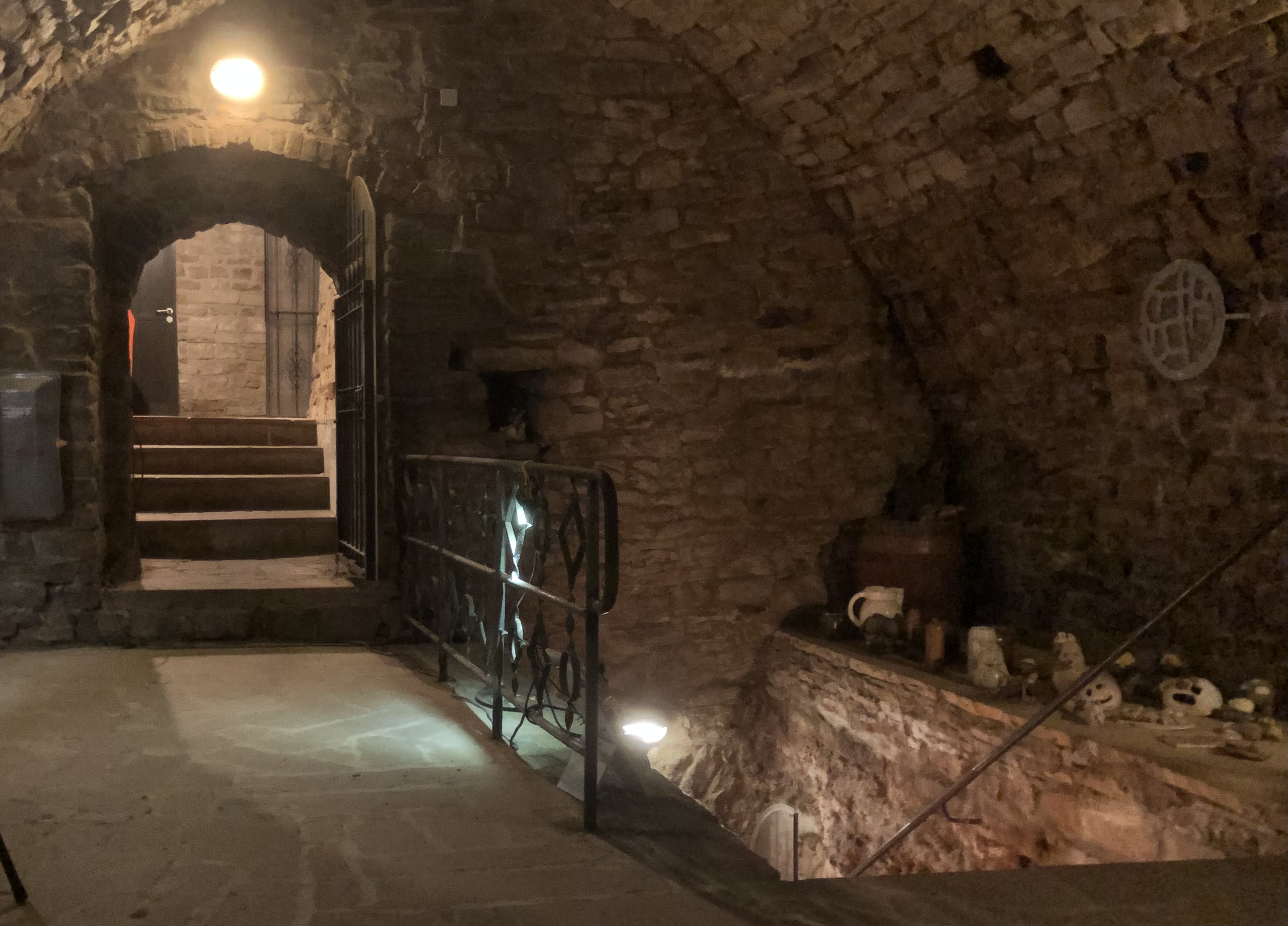
Zugang von der Braustraße, 2023

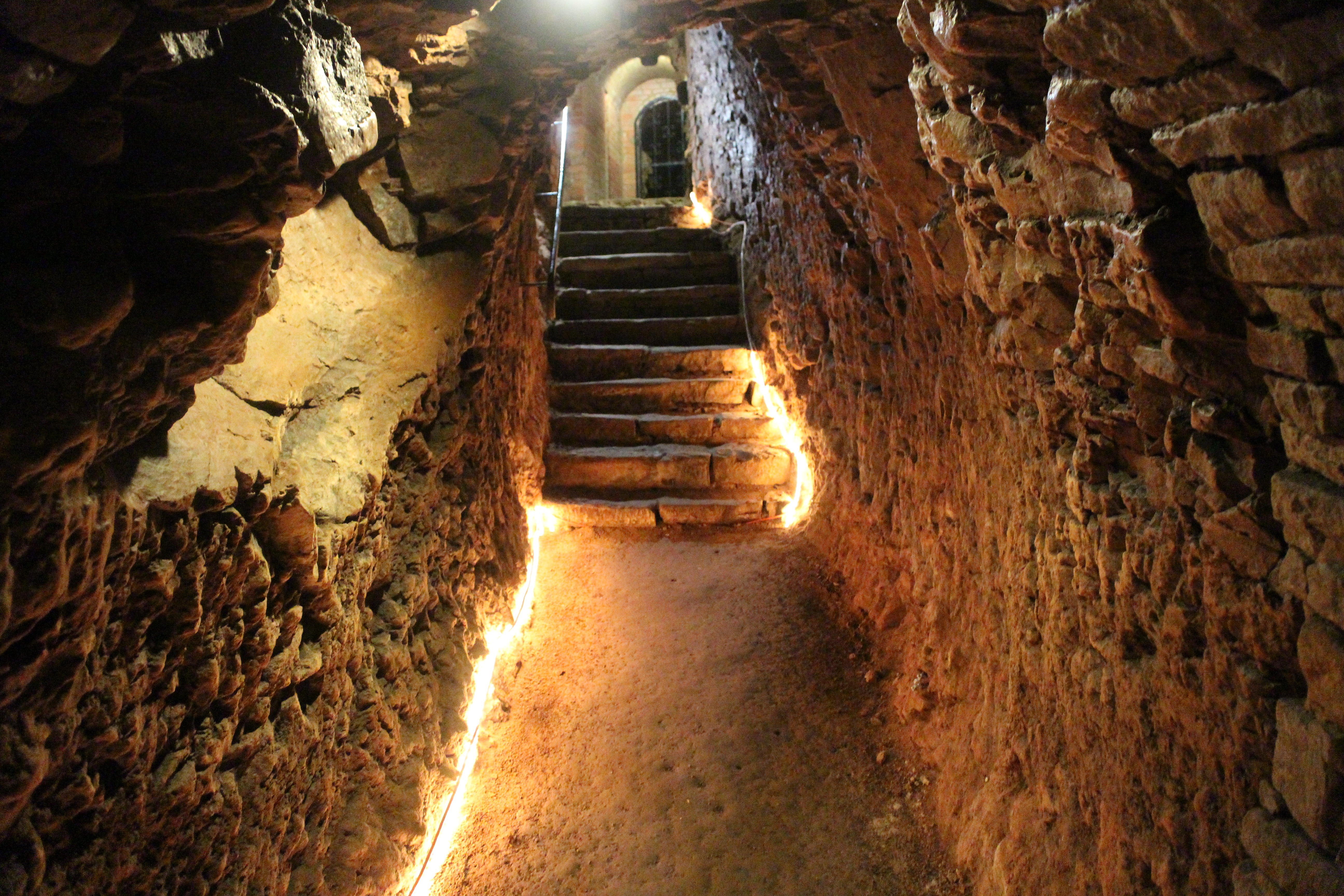
Gang, 2022

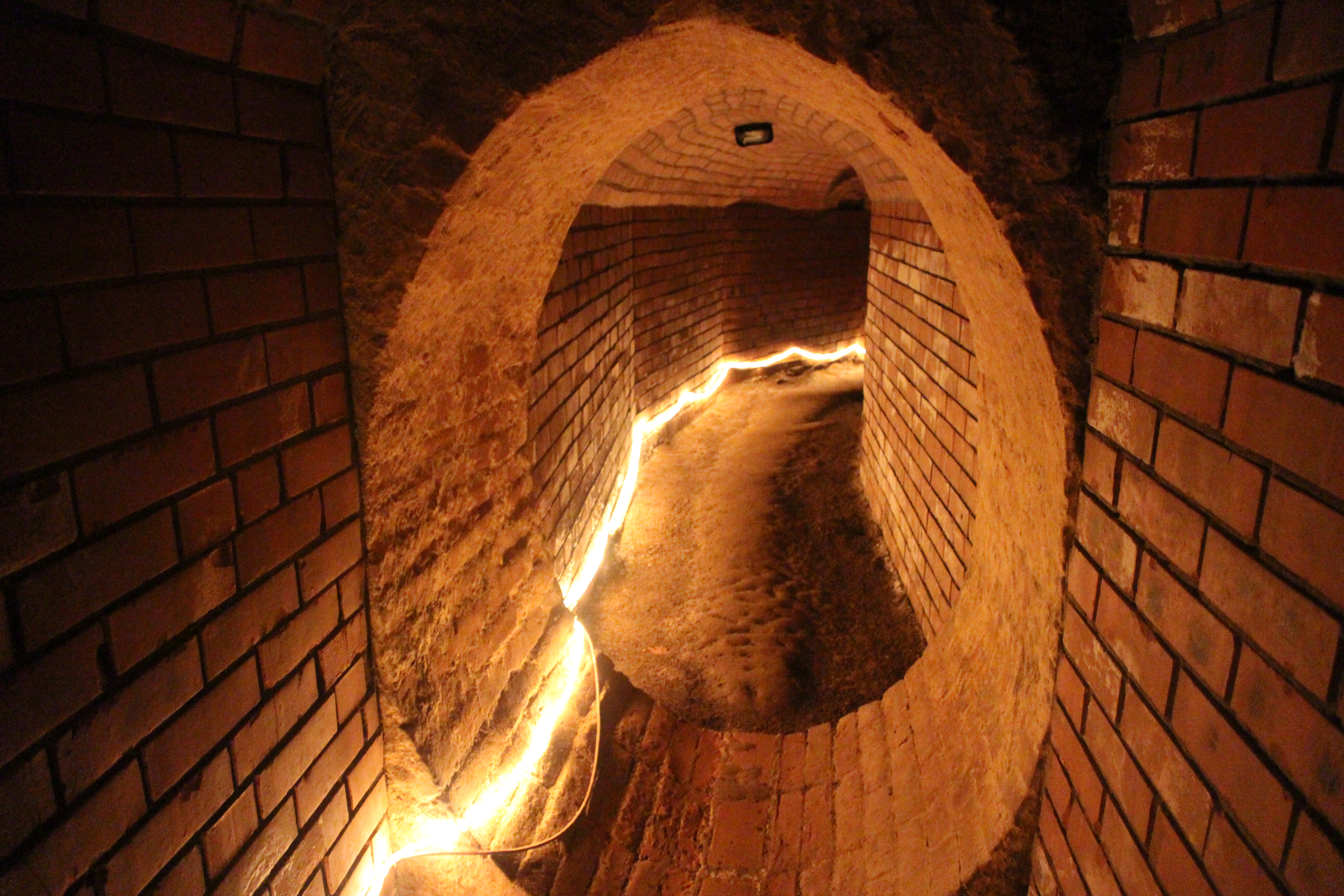
Gang, 2022

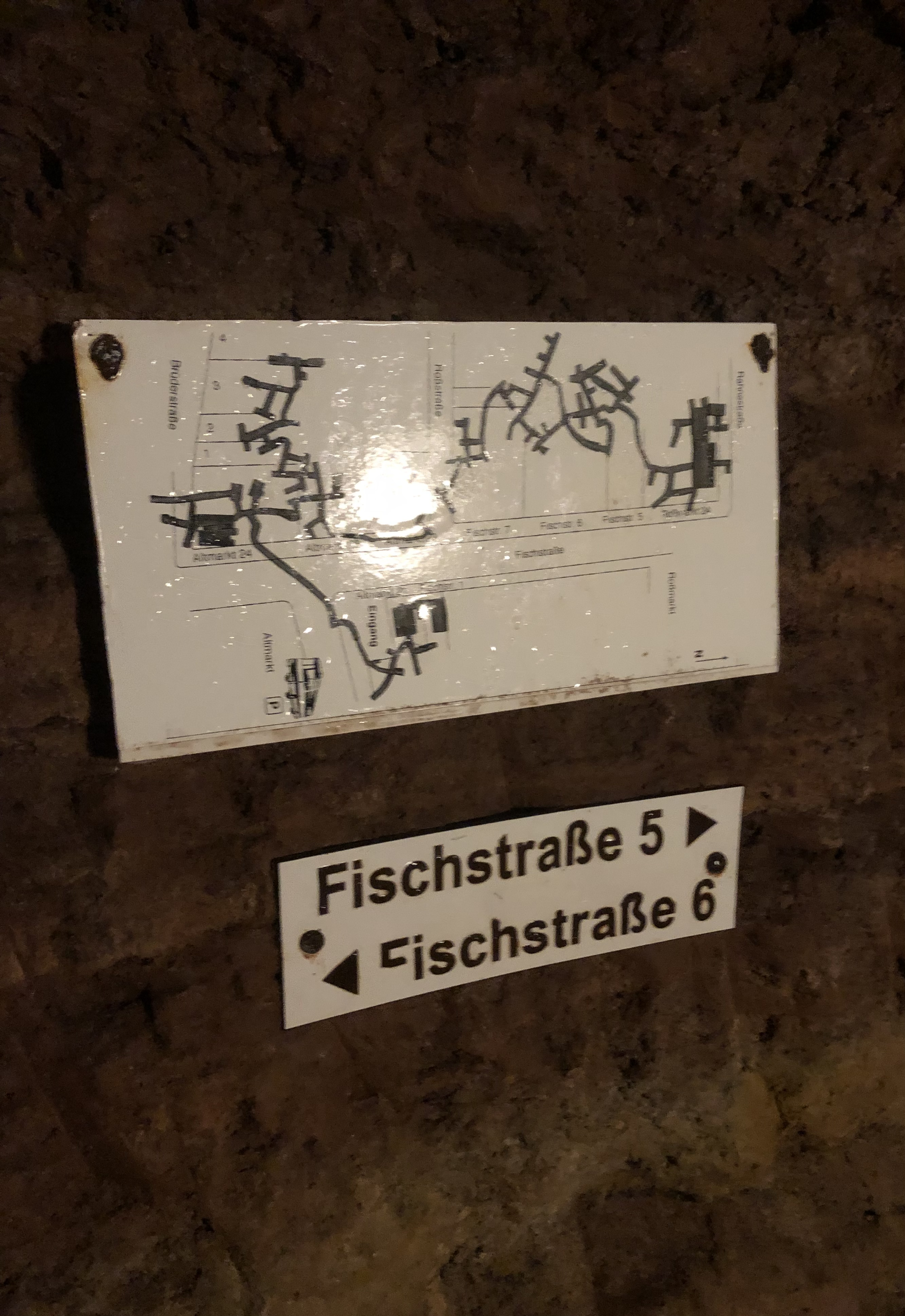
Unterirdische Grenze zwischen den Grundstücken Fischstraße 5 und 6

Das Unterirdische Zeitz ist ein denkmalgeschütztes System aus Gang- und Kelleranlagen in der Stadt Zeitz in Sachsen-Anhalt. Es gilt als eines der umfangreichsten Systeme dieser Art in Deutschland.

## Lage
Die Keller befinden sich vor allem in der Zeitzer Oberstadt. Ein für Führungen zugänglicher Teil erstreckt sich zwischen der Braustraße im Norden, entlang der Fischstraße bis zur Brüderstraße im Süden.

## Gestaltung und Geschichte
Bei den Kellern handelt es sich um bereits im Mittelalter ab dem 12. Jahrhundert entstandene Tiefkeller. Sie waren jeweils für sich abgeschlossen und nur über das darüber befindliche Gebäude erreichbar. Angelegt wurden sie in einer Tiefe von sechs bis zwölf Metern. Sie dienten als Vorratsräume und zum Brauen von Bier, das auch zur Zubereitung von Biersuppe, einem damals gebräuchlichen Grundnahrungsmittel, benötigt wurde. Begünstigt wurde die Anlage der Keller durch den hier bestehenden weichen Sandstein, der leicht zu bearbeiten ist. Im 15. und 16. Jahrhundert hatte die Brauerei und die Nutzung der Keller ihre Blütezeit. Im 17./18. Jahrhundert ergab sich jedoch ein starker Bedeutungsverlust für das städtische Braurecht. Die Keller gerieten daraufhin zum Teil in Vergessenheit und wurden mit Müll verfüllt.
In Zeiten von Krisen oder bei Stadtbränden dienten sie jedoch teilweise als Zuflucht. In solchen Situationen wurden auch Verbindungen zwischen einzelnen Kellern angelegt, dann jedoch wieder verschlossen. Auch im Zweiten Weltkrieg erfolgten Nutzungen als Luftschutzraum und die Anlage von Verbindungen zwischen den Kellern.
In der Zeit nach 1990 wurden, maßgeblich durch das Engagement der Interessengemeinschaft Unterirdisches Zeitz e.V., Verbindungen zwischen den Kellern wieder geöffnet bzw. erstmalig hergestellt und so ein auf einer Länge von 700 Metern begehbares Gang- und Kellersystem geschaffen. Der Zugang zum Unterirdischen Zeitz erfolgt bei Führungen von der Braustraße aus. Die Gänge verlaufen dann nach Süden unter den Häusern auf der Westseite der Fischerstraße entlang, unterqueren die Roßstraße und führen weiter bis zur Nordseite der Brüderstraße. Von dort führt ein Gang unter der Fischstraße bzw. dem Altmarkt zum Haus Altmarkt 21, wo der Ausstieg aus dem System erfolgt.
Im Inneren der Keller befinden sich zum Teil noch liegende Steinquader, auf denen ursprünglich Bierbottiche bzw. -fässer gelagert wurden.
Im Denkmalverzeichnis des Landes Sachsen-Anhalt ist der Keller unter der Erfassungsnummer 094 85134 als Baudenkmal verzeichnet.
Das Gang- und Kellersystem gilt als bemerkenswertes Denkmal der städtischen Wirtschaftsgeschichte.